# Супербоул XXXIII
Супербоул XXXIII (англ. Super Bowl XXXIII) — тридцать третья игра Супербоула. Матч Американской Футбольной Конференции (АФК) и Национальной Футбольной Конференции (НФК). Игра прошла 31 января 1999 года. В матч участвовали Денвер «Бронкос» от АФК и Атланта «Фэлконс» от НФК. В присутствии 74 803 человек, Денвер победил 34:19.

## Трансляция
В США матч транслировал FOX. Майами стал первым городом-хозяином Супербоула, матч которого транслировался главными футбольными каналами США (CBS транслировал Супербоулы II и X, NBC транслировал III, V, XIII и XXIII, ABC транслировал XXIX).

## Ход матча
Первая половина
Первым набором очков стал 32-ярдовый филд гол от Атланты. За четыре минуты до конца, Денвер занёс тачдаун. Затем, во второй четверти, «Бронкос» забил филд гол. Атланта могла набрать очки, но вместо это Денвер перехватил мяч для тачдауна на 80 ярдов. Атланта забила филд гол и команды ушли на перерыв при счёте 17:6 в пользу Денвера.
Вторая половина
В третьей четверти команды не набирали очки. Четвёртая четверть начинается с двух тачдаунов Денвера. После второго Денвер пробил кик-офф, который был возвращён, Атлантой, в тачдаун на 94 ярда. Денвер смог забить филд гол, сделав счёт 34:13 в пользу «Бронкос». За две минуты до конца матча, «Фэлконс» сделала тачдаун, но двухочковая попытка была неудачна. Удар в сторону был подобран «Бронкос» и матч закончился.
Супербоул XXXIII: Денвер Бронкос 34, Атланта Фэлконс 19
|               | 1 | 2  | 3 | 4  | Финал |
| ------------- | - | -- | - | -- | ----- |
| Бронкос (АФК) | 7 | 10 | 0 | 17 | 34    |
| Фэлконс (НФК) | 3 | 3  | 0 | 13 | 19    |

на Hard Rock Stadium , Майами, штат Флорида
- Дата: 31 января 1999 года.
- Погода в игре: 23 °C (73℉), облачно

ATL-Атланта, DEN-Денвер, ЭП-Экстрапоинт
■ Первая четверть:
- 9:35-ATL-32-ярдовый филд гол, Атланта повела 3:0
- 3:55-DEN-1-ярдовый тачдаун+ЭП, Денвер повёл 7:3

■ Вторая четверть:
- 9:17-DEN-26-ярдовый филд гол, Денвер ведёт 10:3
- 4:54-DEN-80-ярдовый перехват в тачдаун+ЭП, Денвер ведёт 17:3
- 2:25-ATL-28-ярдовый филд гол, Денвер ведёт 17:6

■ Третья четверть:
■ Четвёртая четверть:
- 14:56-DEN-1-ярдовый тачдаун+ЭП, Денвер ведёт 24:6
- 11:20-DEN-3-ярдовый тачдаун+ЭП, Денвер ведёт 31:6
- 11:01-ATL-94-ярдовое возвращение кик-оффа в тачдаун+ЭП, Денвер ведёт 31:13
- 7:08-DEN-37-ярдовый филд гол, Денвер ведёт 34:13
- 2:04-ATL-3-ярдовый тачдаун(попытка двух очков не удачна), Денвер ведёт 34:19